# دنی فان پوپل
دنی فان پوپل (هلندی: Danny van Poppel؛ زادهٔ ۲۶ ژوئیهٔ ۱۹۹۳) دوچرخه‌سوار اهل هلند است.
از باشگاه‌هایی که در آن رکاب زده‌است می‌توان به تیم اسکای، تیم ترک-سگافردو، تیم دوچرخه‌سواری وکانسولیل–دی‌سی‌ام، تیم دوچرخه‌سواری رابوبانک دولوپمنت، و تیم لوتوان‌ال–یومبو اشاره کرد.